# Maendeleo Ya Wanawake
Maendeleo Ya Wanawake Organization (MYWO) est une ONG féminine fondée en 1952. Elle défend les droits des femmes au Kenya.

## Description
L'organisation est fondée en 1952 par un groupe de femmes européennes et relève du Département du développement communautaire et de la réhabilitation. Maendeleo ya Wanawake signifie Le progrès pour les femmes en swahili.
L'ONG est promue par les Britanniques pendant leur domination coloniale sur le Kenya. Elle aide uniquement les femmes qui s'opposent au soulèvement anticolonial Mau Mau.
Il compte environ 600 000 groupes contribuant à un effectif total d'environ deux millions de femmes.
Phoebe Aisyo est la première présidente africaine de l'organisation.
Ruth Habwe est secrétaire générale de l'organisation de 1968 à 1971.
En 2005, Elizabeth Ibrahim Ekaru préside l'organisation.
En 1992, l'organisation compte 2 millions de femmes. En 2022, elle en compte plus de 4 millions de femmes  à travers le pays.
Maendeleo ya Wanawake met en place plusieurs programmes dans le domaine de la santé maternelle et infantile, la planification familiale, la formation des femmes au leadership, l'autonomisation économique, l'éradication de la violence fondée sur le sexe, la lutte  contre les mutilations génitales féminines.